# Hymenophyllum cubense
Hymenophyllum cubense là một loài dương xỉ trong họ Hymenophyllaceae. Loài này được Sturm mô tả khoa học đầu tiên năm 1859.
Danh pháp khoa học của loài này chưa được làm sáng tỏ. 